# Iredalula venusta
Iredalula venusta är en snäckart som beskrevs av Powell 1934. Iredalula venusta ingår i släktet Iredalula och familjen valthornssnäckor. Inga underarter finns listade i Catalogue of Life.